# Корошка Вас-на-Похорю
Корошка Вас-на-Похорю (словен. Koroška vas na Pohorju) — поселення в общині Зрече, Савинський регіон, Словенія. 
Висота над рівнем моря: 786,2 м.